# Alberto Rodríguez Barrera
Alberto Rodríguez Barrera (Mexikóváros, 1974. április 1. – ) mexikói válogatott labdarúgó. 

## Pályafutása

### Klubcsapatban
Mexikóvárosban született. Pályafutását 1992-ben kezdte a Pumas UNAM csapatában, ahol két évet töltött. 1994 és 2005 között a Pachuca játékosa volt, melynek színeiben három bajnoki címet szerzett és 2002-ben megnyerte a CONCACAF-bajnokok kupáját. 1997 és 1998 között néhány mérkőzésen pályára lépett a Monterreyben is. 2005-től 2012-ig a Cruz Azul labdarúgója volt.

### A válogatottban
2001 és 2005 között 13 alkalommal szerepelt az mexikói válogatottban. Részt vett a 2001-es Copa Américán és a 2002-es világbajnokságon.

## Sikerei, díjai
CF Pachuca
- Mexikói bajnok (3): Invierno 1999, Invierno 2001, Apertura 2003
- CONCACAF-bajnokok kupája győztes (1): 2002

Mexikó
- Copa América ezüstérmes (1): 2001